# مايكل هاثورن
مايكل هاثورن (بالإنجليزية: Michael Hawthorne)‏ هو لاعب كرة قدم أمريكية أمريكي، ولد في 26 يناير 1977 في ساراسوتا في الولايات المتحدة.

## وصلات خارجية
- مايكل هاثورن على موقع مرجع كرة القدم المحترفة.كوم (الإنجليزية)
- مايكل هاثورن على موقع JustSportsStats.com (الإنجليزية)